# PStB 1 und 2
Die Dampflokomotiven PStB 1 und 2 waren schmalspurige Lokomotiven der meterspurigen Plettenberger Straßenbahn. Sie wurde 1895 von der Lokomotivfabrik Jung hergestellt und waren die ersten Lokomotiven der Bahngesellschaft. Die PStB 1 ist im Ersten Weltkrieg verschollen, die Lok PStB 2 war bei der Bahngesellschaft bis 1923 im Einsatz und wurde dann ausgemustert sowie verschrottet.

## Geschichte
Diese beiden Lokomotiven waren B-gekuppelte Tenderlokomotiven und waren nach dem Gründer der Bahn W. Seissenschmidt (Lokomotive 1) sowie der Stadt Plettenberg (Lokomotive 2) benannt. Beide Lokomotiven wurden bereits während der Bauzeit der Bahnlinie verwendet.
Sehr schnell wurde klar, dass die Lokomotiven rasch an ihre Leistungsgrenze kamen. Als Brutto-Zuglast war 36 t und als durchschnittliche Geschwindigkeit 12 km/h angegeben. Beide Lokomotiven waren mit Dampfheizeinrichtung und Saugluftbremse Bauart Körting versehen. Sie konnten in der Folge hauptsächlich nur im leichten Personen- und Stückgutverkehr eingesetzt werden.
Die Lokomotive 1 diente während des Ersten Weltkrieges beim Festungsbau in Mainz und kehrte von diesem Einsatz nicht wieder zurück. Die Lokomotive 2 hingegen war bei der Kleinbahn bis 1923 im Dienst.

## Technische Merkmale
Die leichten Lokomotiven besaßen einen Blechrahmen, der als Wasserkastenrahmen verwendet wurde. Neben dem Kessel saßen seitliche Behälter, in dem weiterer Wasservorrat sowie die Kohlen gebunkert wurden. Beide Achsen wurden mit Blattfedern oberhalb der Achslager gefedert. Die als Treibachse ausgeführte Hinterachse hatte zusätzlich noch eine Querfederung mit Balanceausgleich.
Der Kessel besaß als Aufbauten einen Dampf- sowie einen Sanddom. Der Dampfdom hatte zwei Sicherheitsventile Bauart Meggenhofen und einen Flachschieberregler. Ursprünglich besaßen die Loks einen Funkenfängerschornstein, der später entfernt wurde. Gespeist wurde der Kessel von zwei Injektoren über zwei an dem Langkessel angebrachte Speiseventile. Gesandet wurde die Treibachse mechanisch von beiden Seiten.
Anfangs waren sie nur mit einer Wurfhebelbremse ausgestattet. Ein Jahr nach Inbetriebnahme wurde die Saugluftbremse Bauart Körting sowie die Dampfheizeinrichtung nachgerüstet. Der Unterdruck für die Bremse wurde durch einen kleinen Doppelluftsauger von Körting erzeugt. Die Lokomotiven hatten Petroleumbeleuchtung und auf der Lokführerseite eine Handglocke.